# Fenilalanină
Fenilalanina (prescurtată Phe sau F)  este un α-aminoacid aromatic cu formula chimică C6H5CH2CH(NH2)COOH. Fenilalanina prezintă două forme posibile: L-fenilalanina (cea naturală) și D-fenilalanina (care este sintetizată artificial).  Este un aminoacid esențial polar.
Codonii L-fenilalaninei sunt UUU și UUC.
Tulburarea metabolismului fenilalaninei determină o boală gravă numită fenilcetonurie. 